# Mito de la ayuda inglesa

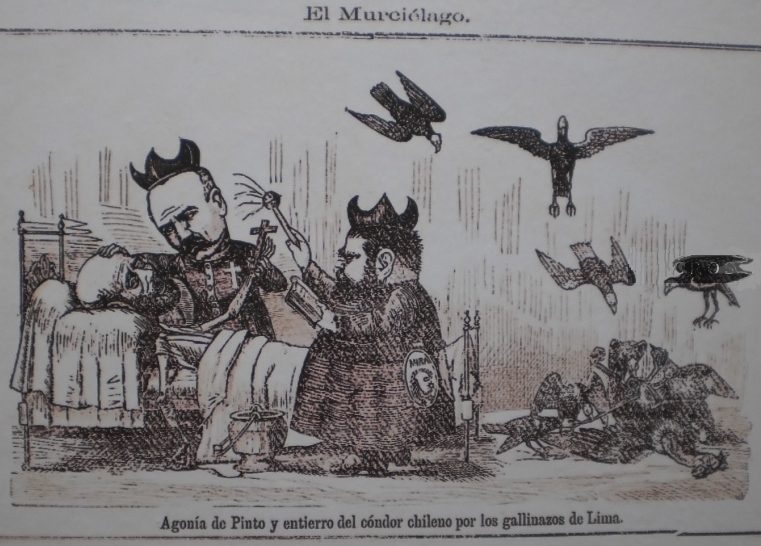
Agonía de Pinto y entierro del cóndor chileno por los gallinazos de Lima, así titulaba la revista El Murciélago (nº 30. Lima 30 de julio de 1879, p. 127) su pronóstico de la guerra con Chile en 1879. Chile había sido durante los primeros años de la colonia una región autónoma del Virreinato del Perú.

El mito de la ayuda inglesa es una teoría conspirativa que atribuye las causas y resultados de guerra del Pacífico a una supuesta intervención del Reino Unido de Gran Bretaña e Irlanda a favor de Chile. La teoría tomó a lo largo de los años diferentes variantes que incluyen apoyo militar, económico o diplomático por parte del gobierno británico, el capitalismo británico o ciudadanos británicos con diferente intensidad, tanto en Chile como en Perú, Bolivia y otros países.
Fue elaborada por primera vez en 1881 por el Secretario de Estado de los Estados Unidos James G. Blaine, quien abogaba por la exclusión del Reino Unido de los mercados latinoamericanos a favor de la industria estadounidense.
Posteriormente, el historiador marxista británico Victor Kiernan, tras un análisis detallado de los hechos y de los archivos del Foreign Office de la época, refutó esta teoría.

## Primeros historiadores
Ninguno de los primeros historiadores de la guerra mencionó una intervención británica en la guerra a favor de Chile. Ni quienes escribieron una visión pro-aliada, como Mariano Paz Soldán: 63  en su Narración histórica de la guerra de Chile contra Perú y Bolivia (1884), ni Tomás Caivano: 63  en Historia de la guerra de América entre Chile, Perú y Bolivia (1882), ni el boliviano Alcides Arguedas: 63  en su obra Historia General de Bolivia (1922). Tampoco los chilenos Benjamín Vicuña Mackenna: 63  en Historia de la Guerra del Pacífico (1881), ni Gonzalo Bulnes: 63  en Guerra del Pacífico (1911) o Francisco Machuca: 63  en Historia militar de la Guerra del Pacífico (1926) mencionan una participación británica a favor de Chile.: 63  Tampoco Andrés Avelino Cáceres, cuando entre 1882-1886 analiza las causas de la derrota en la guerra, menciona una injerencia británica.: 101  Al contrario, todos los historiadores peruanos aseguran que la Real Armada británica estaba dispuesta a hundir la Flota chilena para impedir la destrucción de Lima en enero de 1881.

## Intereses estadounidenses y nacimiento del mito
A fines del siglo XIX, tras el fin de la guerra de Secesión (1861-1865), la pujante industria de los Estados Unidos de América buscaba nuevos mercados para vender sus productos. Sin embargo, América Latina, el patio trasero de los EE. UU., que según la Doctrina Monroe debía ser el comprador natural de sus productos, era abastecido principalmente por Gran Bretaña y Francia y en mucha menor medida por los Estados Unidos. En un memorándum de mayo de 1881 el ministro plenipotenciario de los EE. UU. en Lima, Isaac Christiancy, aconsejaba a Blaine que para controlar el comercio de Perú y la costa del Pacífico, los EE. UU. debían intervenir en la región e imponer la paz. Sugirió además hacer de Perú un protectorado estadounidense.: 62  Blaine buscaba cimentar la expansión de su país y reducir el dominio comercial británico en América. En realidad, Gran Bretaña no estaba especialmente interesada en las conquistas chilenas durante la guerra, pero Blaine prefirió la imagen de una Inglaterra agresiva, que se ajustaba mejor a sus planes de expansión estadounidense en América Latina.
En el marco de esa búsqueda y competencia por los mercados en general y de sus intereses privados, fue que el secretario de estado James G. Blaine hizo varias declaraciones para justificar una intervención de los EE. UU. que protegiese los intereses de los exportadores nacionales.
Blaine declaró a un periódico que es un error hablar de una guerra entre Chile y Perú. Es una guerra de Inglaterra contra Perú, y Chile el instrumento. ... Chile nunca habría ido una pulgada en esta guerra sin el repaldo del capital inglés y nada ha sido tan burdo en el mundo como cuando se repartieron el botín y los despojos.: 62  Posteriormente, el 30 de enero de 1882, en el New York Herald ahondó más en el tema, agregando que La simpatía inglesa estuvo a su lado [de Chile] en cada conquista, y los intereses comerciales ingleses reciben un tremendo impulso con el engrandecimiento de Chile. Yo creo que este resultado de la guerra peruano-chilena, destruye la influencia estadounidense en la costa del Pacífico Sur y literalmente arrasa con los intereses comerciales americanos en esta vasta región.: 62 
Blaine fue acusado de corrupción,: 109  de ser excesivamente partidista en sus apreciaciones e inexperto en relaciones exteriores al comienzo de su trabajo como secretario de estado.: 73 

## Tratamiento de la teoría en otras obras
El historiador peruano Jorge Basadre reconoce que no hay prueba de alguna participación del gobierno británico a favor de Chile antes o durante la guerra. Sin embargo, Basadre reinterpreta algunos hechos presentados (o según él omitidos) por Kiernan, como comentarios personales o editoriales, los éxitos de la propaganda chilena en Europa, la desconfianza europea debido a las deudas peruanas impagas, la falta de apoyo británico a la injerencia norteamericana en la guerra, y la facilidad con que Chile obtenía préstamos en Europa, etc. para sostener que no fue el gobierno sino el capitalismo inglés ayudó y sostuvo a Chile en la guerra contra el Perú.
Sobre Blaine escribe Basadre que Cualesquiera que hubiesen sido los móviles de Blaine en su política en relación con la guerra entre el Perú y Chile, lo cierto es que invocó en todo momento limpios principios de derecho, a pesar de que Blaine fue acusado en la Cámara de Representantes de los Estados Unidos de haber impedido un tratado de paz entre Perú y Chile hasta que Perú reconociese una fantasiosa deuda a favor de un privado norteamericano.
El escritor -autodidacta- chileno Rafael Mellafe ha señalado que no existió ningún apoyo oficial británico al esfuerzo militar chileno, ni por parte del gobierno británico ni de instituciones como la Royal Navy o el ejército. Si bien la Armada de Chile contaba con embarcaciones construidas en astilleros británicos —algo común dada la supremacía naval inglesa en el siglo XIX—, lo cierto es que las principales potencias europeas, incluida Inglaterra, mantuvieron una postura de neutralidad durante el conflicto. Según Mellafe, el origen del mito se remonta a una declaración del secretario de Estado estadounidense James G. Blaine en 1882, quien, motivado por los intereses geopolíticos de su país en la región, afirmó que Gran Bretaña favorecía comercialmente a Chile. Sin embargo, un análisis detallado del armamento y equipamiento militar chileno revela que gran parte del material provenía de Francia, Bélgica y Alemania, y que incluso el ejército peruano empleó fusiles británicos. Por otro lado, Estados Unidos tuvo una participación más activa en la guerra, promoviendo instancias de negociación y buscando influir en el desenlace del conflicto, especialmente por su interés en establecer presencia en el Pacífico sur.

## Juicio histórico

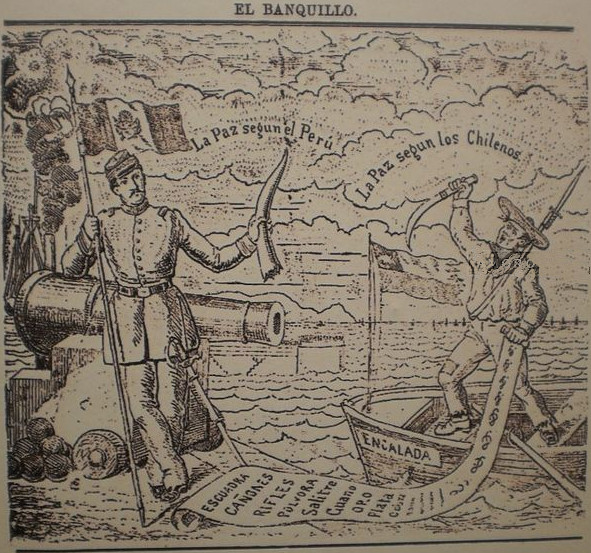
La revista limeña El Banquillo presenta el 12 de junio de 1880 una visión despectiva del soldado chileno: pequeño, vociferante, mal vestido, mal armado, sobre pequeños barcos de madera. Por el contrario, el soldado peruano aparece fornido, bien vestido, seguro y tranquilo con sus poderosos cañones. Una derrota peruana era, así visto, inexplicable.

Según Rafael Mellafe, fue la apremiante necesidad de la clase dirigente peruana de justificar el ingreso a la guerra y explicar las causas de la derrota, lo que la llevó en torno a 1899 a servirse del mito creado por J. G. Blaine para soslayar su responsabilidad en el ingreso y en los resultados de la guerra, asegurando que Perú había sido derrotado no por Chile sino por la principal potencia mundial de la época, Gran Bretaña.: 79 
El año 1955 el historiador marxista británico Victor Kiernan publicó un detallado estudio basado en documentos de la época, en particular en los documentos del ministerio de relaciones exteriores de Gran Bretaña titulado Foreign Interests in the War of the Pacific (inglés por Intereses foráneos en la Guerra del Pacífico) En su publicación, Kiernan consigna varios hechos históricos, entre otros, como que inicialmente el resultado de la guerra era incierto(p.36), que los intereses financieros británicos eran mucho mayores en Perú que en Chile, que los intereses de los capitalistas chilenos del salitre eran contrarios a los de los capitalistas ingleses en el Perú: que deseaban obligar a los chilenos a reducir su producción y ellos agraciarse con el gobierno peruano dejándole la producción del salitre y quedarse ellos con el monopolio de la venta del salitre peruano en Europa, que nunca el ministerio de relaciones exteriores británico tuvo planes de intervención en la guerra. Como conclusión de su investigación, Kiernan da una sentencia lapidaria a la teoría conspirativa:: 36 
| (Traducción) Con respecto a sus sospechas [de Blaine] relacionadas con el capital británico establecido en Chile en torno a los depósitos de salitre, ahí queda — como en muchos casos análogos — una cierta duda. Este capital tenía estrechas relaciones con los intereses financieros y políticos chilenos, y a través de ellos podría haber ejercido subrepticiamente una influencia que tiende a dejar pocos rastros de su existencia. El veredicto escocés de "no demostrado" es el más apropiado para este caso. Pero las sospechas de Blaine iban mucho mas allá, hasta involucrar intereses británicos y al gobierno británico; aquí el único veredicto puede ser "no culpable". | (Original en inglés) So far as his [Blaine's] suspicions were concerned with the British capital established in Chile in the nitrate-fields, there must remain — as with many analogous problems — an element of doubt. This capital has close connections with Chilean financial and political interests, and through them could exert behind the scenes an influence of the sort that tends to leave little positive record of its activity. The Scottish legal verdict of "not proven" must be the most suitable one here. Blaine's suspicions, however, extended much further, to the aggregate of British interests, and the British Government as their representative; and here the verdict can only be "not guilty". |
| Victor Kiernan, Intereses foráneos en la Guerra del Pacífico, pág. 36 | |

Rory Miller aprueba la investigación de Kiernan y sostiene que ni el estado británico ni intereses económicos británicos impulsaron o influenciaron la guerra, menos aún en circunstancias que su resultado en abril de 1879 era totalmente incierto.
El politólogo Bruce St John señala al respecto:
| (Traducción) El alto nivel de inversiones extranjeras en Chile en general y en la industria del nitrato en particular provocó a algunos posteriormente a sustentar una tesis de conspiración extranjera según la cual gobiernos europeos habrían influenciado los sucesos durante la guerra en desventaja para el Perú. El intento de colocar un conflicto regional en un marco mayor fue loable, pero nunca han aparecido evidencias de alguna intervención o influencia colectiva. | (Original en inglés) The high level of foreign investment in Chile in general and in the nitrate industry in particular later spawned a foreign-conspiracy thesis that argued that European governments had influenced events during the war to Peru's disadventage. The attempt to place the regional conflict in a wider context was laudable, but no evidence has surfaced to substantiated claims of either collective influence or collective intervention. |
| Bruce St John, Foreign Policy of Peru, pág. 111 | |

David Healy es más explícito aún:: 63 
| (Traducción) Más aún, ellos [Blaine y parte del gobierno de Garfield] creían que Chile había actuado así con la ayuda y el estímulo de Gran Bretaña. ... Sea cual fuese su proliferación, esta creencia era simplemente errada. Es correcto que el capital británico en Chile estaba accediendo a la industria del nitrato y los mercaderes y armadores británicos jugaban un rol dominante en el comercio de Chile, pero los intereses británicos estaban igualmente extendidos en Perú, incluidos los depósitos de nitrato de Tarapacá. Los inversionistas británicos estaban entre los mayores acreedores de la deuda estatal peruana y los intentos de mediación británicos no apoyaban la expansión territorial de Chile. Es decir, los intereses económicos británicos eran mucho más diversificados que lo reconocido por Blaine y los intentos del gobierno británico por acabar la guerra reflejaban su convicción de que cualquier conflicto mayor ponía en peligro la actividad económica y dañaba el comercio y la propiedad. La percepción de Chile como un agresor premeditado llevando a cabo un plan premeditado de conquista era igualmente falsa. Tanto Chile como Perú habían disminuido abruptamente sus presupuestos militares y navales durante la depresión económica de los 1870s; El Ejército de Chile estaba un poco más preparado que el de Perú. Los primeros analistas habían anunciado una victoria aliada debido a que la población de Perú y Bolivia doblaba la chilena y al comienzo de las hostilidades los ejércitos aliados sobrepasaban al de Chile por el doble o el triple. Lejos de seguir planes de conquista, el gobierno chileno había mostrado una agónica indecisión frente a la crisis de 1879, dado que los gobernantes de Chile aún temían un conflicto con otro país vecino.' | (Original en inglés) Moreover, they [Blaine and part of the Garfield administration] believed that Chile had acted thus with the aid and encouragement of Great Britain. ... However widely held, this belief was simply wrong. While it was true that British capital was flowing into the nitrate industry and British merchants and shippers played a dominant role in Chile's trade, British interests were equally involved in Peru, including the nitrate fields of Tarapacá. British investors were among the major holders of Perú's government debt, and British attempts at mediation had not supported Chile's territorial expansion. Thus British economic interests were much more diverse than Blaine recognized, while the British government's attempts to end the war reflected its view that any major conflict jeopardized economic activity and damaged trade and property. The perception of Chile as a calculated aggressor carrying out a preconceived plan of conquest was equally false. Both Chile and Peru had slashed their military and naval establishments during the economic depression of the 1870s; Chile's army had been little more ready for was than Peru's. Early commentators had predicted an allied victory, for the combined population of Peru and Bolivia was twice that of Chile, while at the start of hostilities the allied armies outnumbered Chile's two or three to one. Far from pursuing plans of conquest, the government of Chile had shown an agonized indecision in the face of the war crisis of 1879, since Chilean leaders still feared conflict with a different neighbor. |
| David Healy, James G. Blaine and Latin America, pág. 63 | |

El historiador peruano Hugo Pereyra P. se refiere a la teoría como "la supuesta injerencia británica". El historiador Heraclio Bonilla, también peruano, analiza exhaustivamente en su obra Un siglo a la deriva los intereses franceses, estadounidenses, británicos, privados y estatales, financieros y políticos en el conflicto. Su juicio sobre la teoría lo podemos reflejar en sus siguientes comentarios:
(pág. 157) La primera ... [tesis] ... adjudica a la historia de los diez centavos el efecto desencadenante del conflicto. ... La segunda, asociada a una historiografía de signo radical, plantea por el contrario que en el fondo la guerra de Chile era una guerra de Gran Bretaña; es la tesis conspiratoria: los ejércitos peruanos, chilenos y bolivianos, serían una suerte de marionetas cuyos hilos habrían estado manipulados magistralmente desde afuera. Ni una ni otra son apreciaciones correctas; la realidad histórica, como siempre ocurre, es irreductible a ese tipo de simplezas. Veamos por qué. 
[págs. 157-175: análisis de la situación]
(pág. 175) Este extenso recuento ha tenido el único propósito de mostrar el conjunto de intereses externos envueltos en el conflicto del Pacífico y la manera como ellos se expresaron en el conflicto. Ni la historia de los "diez centavos" ni la uniforme unilateralidad de las potencias europeas o de los Estados Unidos aparecen como causas desencadenantes del conflicto. Estos intereses se expresaron de maneras muy diversas, en función de las modificaciones de la política exterior de estas potencias. En el largo plazo, evidentemente, la guerra del Pacífico permitió la consolidación de la hegemonía británica sobre el Perú, pero también sobre Chile. El análisis histórico, sin embargo, no consiste solamente en hallar la racionalidad de los resultados últimos, sino también en la comprensión del eslabonamiento que los genera.: 157–175 